# Troglohyphantes lakatnikensis
Troglohyphantes lakatnikensis este o specie de păianjeni din genul Troglohyphantes, familia Linyphiidae, descrisă de Drensky, 1931.
Este endemică în Bulgaria. Conform Catalogue of Life specia Troglohyphantes lakatnikensis nu are subspecii cunoscute.